# Grup de cases de la Porta de Vila Vella de Santa Pau
El Grup de cases de la Porta de Vila Vella de Santa Pau és una obra de Santa Pau (Garrotxa) inclosa a l'Inventari del Patrimoni Arquitectònic de Catalunya.

## Descripció
Prop de la porta de la Vila Vella de Santa Pau hi ha petits i estrets carrers totalment d'època feudal. Les cases són fetes amb pedres volcàniques i amb carreus ben escairats als angles i algunes de les seves obertures. Són construccions molt senzilles, poc ornamentades, fosques i humides. Eren els habitatges de la gent del poble que depenia del senyor feudal. Són carrers estrets que s'enfilen seguint el pujol, damunt del qual hi ha el castell dels barons. Gran part de les cases continuen habitades, en altres casos la gent n'ha marxat.

## Història
La construcció d'aquests carrers es va fer a principis del segle xiv, contemporàniament a l'aixecament del castell actual. Amb el pas dels segles els seus habitants han obert balconades i finestres i han fet algunes modificacions, cercant millors condicions higièniques, llum i sol. El 1971 Josep Pla va escriure: "el poble vell es manté marginat, fosc, agombolament de pedres obscures al voltant del castell i de l'església, com un ramat d'ovelles negres al voltant del pastor. Té la foscor melodramàtica d'un poble autènticament feudal. Durant segles la gent hi ha anat tirant més aviat malament."